# Deutsche AIDS-Gesellschaft
Die Deutsche AIDS-Gesellschaft e.V., kurz DAIG, ist eine wissenschaftliche medizinische Fachgesellschaft, die sich an Ärzte wendet, die Menschen mit HIV/Aids betreuen. Die DAIG ist ein Eingetragener Verein mit Sitz in Wiesbaden, die Geschäftsstelle befindet sich in Hamburg.

## Ziele
Anliegen der DAIG ist die Förderung des wissenschaftlichen Austauschs zu Möglichkeiten der effektiven Verhinderung von Neuinfektionen, sowie die Gewährleistung der längstmöglichen Lebensdauer und hoher Lebensqualität bei Menschen, die mit HIV infiziert und solchen, die an AIDS erkrankt sind. Hierbei legt die Fachgesellschaft einen Fokus auf nichtkommerzielle und universitätsnahe Forschung.

## Aktivitäten
Der Verein veranstaltet unter anderem den Deutsch-Österreichischen AIDS-Kongress und veröffentlicht Therapie- und Prophylaxeleitlinien. Gemeinsam mit der Aidshilfe NRW veranstaltet die DAIG die Fachtagung „HIV-Kontrovers“. Die Veranstaltung wendet sich an alle an der Versorgung von Menschen mit HIV beteiligten Berufsgruppen, an Akteure aus Politik und Verwaltung sowie an Betroffene. Ziel von „HIV-Kontrovers“ ist, neben dem fachlichen Diskurs, auch Austausch von Meinungen und Erfahrungen zu ermöglichen.
Während der COVID-19-Pandemie in Deutschland publizierte die DAIG in Kooperation mit anderen internationalen Gesellschaften ein Positionspapier zur Versorgung von HIV-Patienten während der pandemischen Lage. Der damalige Präsident, Hans-Jürgen Stellbrink, sah hierbei den interdisziplinären Ansatz der Fachgesellschaft bestätigt und äußerte die Hoffnung, dass die gesamtgesellschaftliche Erfahrung mit der COVID-Pandemie die Bedeutung des Zusammenspiels zwischen Grundlagenforschung, Epidemiologie und Hygiene stärker ins Bewusstsein der Bevölkerung tragen könne.
Weitere Projekte der DAIG sind die Dokumentation von anonymisierten Daten von Verläufen von Schwangerschaften infizierter Mütter, um die Versorgung zu verbessern. Sie vergibt verschiedene Preise, darunter den Deutschen AIDS-Preis.

## Leitlinien zur Behandlung
Die Gesellschaft entwickelt zu Themen ihres Fachgebiets medizinische Leitlinien, die im Rahmen des AWMF-Leitlinienprogramms veröffentlicht werden.

## Geschichte
Die Gründung der Gesellschaft erfolgte 1986. Die DAIG ist seit dem Jahr 2000 Mitglied der Arbeitsgemeinschaft der Wissenschaftlichen Medizinischen Fachgesellschaften.